# Eletti al Senato della Repubblica nelle elezioni politiche italiane del 2022
Questo elenco riporta i nomi dei senatori della XIX legislatura della Repubblica Italiana dopo le elezioni politiche del 2022, suddivisi per circoscrizione.

## Senatori

### Italia

#### Eletti tramite sistema maggioritario
| Circoscrizione        | Collegio plurinominale     | Collegio uninominale       | Lista/Coalizione | Lista/Coalizione   | Eletto                             | Note |
| --------------------- | -------------------------- | -------------------------- | ---------------- | ------------------ | ---------------------------------- | ---- |
| Piemonte              | Piemonte - 01              | Piemonte - 01              |                  | Centrosinistra     | Andrea Giorgis                     |      |
| Piemonte              | Piemonte - 01              | Piemonte - 02              |                  | Centrodestra       | Paola Ambrogio                     |      |
| Piemonte              | Piemonte - 02              | Piemonte - 03              |                  | Centrodestra       | Gaetano Nastri                     |      |
| Piemonte              | Piemonte - 02              | Piemonte - 04              |                  | Centrodestra       | Paolo Zangrillo                    |      |
| Piemonte              | Piemonte - 02              | Piemonte - 05              |                  | Centrodestra       | Giorgio Maria Bergesio             |      |
| Valle d'Aosta         | Valle d'Aosta              | Valle d'Aosta              |                  | Centrodestra       | Nicoletta Spelgatti                |      |
| Lombardia             | Lombardia - 01             | Lombardia - 01             |                  | Centrodestra       | Massimiliano Romeo                 |      |
| Lombardia             | Lombardia - 01             | Lombardia - 02             |                  | Centrodestra       | Licia Ronzulli                     |      |
| Lombardia             | Lombardia - 01             | Lombardia - 06             |                  | Centrodestra       | Silvio Berlusconi                  |      |
| Lombardia             | Lombardia - 02             | Lombardia - 03             |                  | Centrosinistra     | Antonio Misiani                    |      |
| Lombardia             | Lombardia - 02             | Lombardia - 04             |                  | Centrodestra       | Isabella Rauti                     |      |
| Lombardia             | Lombardia - 02             | Lombardia - 05             |                  | Centrodestra       | Ignazio La Russa                   |      |
| Lombardia             | Lombardia - 02             | Lombardia - 10             |                  | Centrodestra       | Gian Marco Centinaio               |      |
| Lombardia             | Lombardia - 03             | Lombardia - 07             |                  | Centrodestra       | Daisy Pirovano                     |      |
| Lombardia             | Lombardia - 03             | Lombardia - 08             |                  | Centrodestra       | Stefano Borghesi                   |      |
| Lombardia             | Lombardia - 03             | Lombardia - 09             |                  | Centrodestra       | Giulio Terzi di Sant'Agata         |      |
| Lombardia             | Lombardia - 03             | Lombardia - 11             |                  | Centrodestra       | Daniela Santanchè                  |      |
| Trentino-Alto Adige   | Trentino-Alto Adige - 01   | Trentino-Alto Adige - 01   |                  | Centrosinistra     | Pietro Patton                      |      |
| Trentino-Alto Adige   | Trentino-Alto Adige - 01   | Trentino-Alto Adige - 02   |                  | Centrodestra       | Michaela Biancofiore               |      |
| Trentino-Alto Adige   | Trentino-Alto Adige - 01   | Trentino-Alto Adige - 03   |                  | Centrodestra       | Elena Testor                       |      |
| Trentino-Alto Adige   | Trentino-Alto Adige - 01   | Trentino-Alto Adige - 04   |                  | Centrosinistra     | Luigi Spagnolli                    |      |
| Trentino-Alto Adige   | Trentino-Alto Adige - 01   | Trentino-Alto Adige - 05   |                  | SVP-PATT           | Juliane Unterberger                |      |
| Trentino-Alto Adige   | Trentino-Alto Adige - 01   | Trentino-Alto Adige - 06   |                  | SVP-PATT           | Meinhard Durnwalder                |      |
| Veneto                | Veneto - 01                | Veneto - 01                |                  | Centrodestra       | Raffaele Speranzon                 |      |
| Veneto                | Veneto - 01                | Veneto - 02                |                  | Centrodestra       | Luca De Carlo                      |      |
| Veneto                | Veneto - 02                | Veneto - 03                |                  | Centrodestra       | Anna Maria Bernini                 |      |
| Veneto                | Veneto - 02                | Veneto - 04                |                  | Centrodestra       | Mara Bizzotto                      |      |
| Veneto                | Veneto - 02                | Veneto - 05                |                  | Centrodestra       | Paolo Tosato                       |      |
| Friuli-Venezia Giulia | Friuli-Venezia Giulia - 01 | Friuli-Venezia Giulia - 01 |                  | Centrodestra       | Luca Ciriani                       |      |
| Liguria               | Liguria - 01               | Liguria - 01               |                  | Centrodestra       | Giovanni Berrino                   |      |
| Liguria               | Liguria - 01               | Liguria - 02               |                  | Centrodestra       | Stefania Pucciarelli               |      |
| Emilia-Romagna        | Emilia-Romagna - 01        | Emilia-Romagna - 01        |                  | Centrodestra       | Elena Murelli                      |      |
| Emilia-Romagna        | Emilia-Romagna - 01        | Emilia-Romagna - 02        |                  | Centrosinistra     | Vincenza Rando                     |      |
| Emilia-Romagna        | Emilia-Romagna - 02        | Emilia-Romagna - 03        |                  | Centrosinistra     | Pier Ferdinando Casini             |      |
| Emilia-Romagna        | Emilia-Romagna - 02        | Emilia-Romagna - 04        |                  | Centrodestra       | Alberto Balboni                    |      |
| Emilia-Romagna        | Emilia-Romagna - 02        | Emilia-Romagna - 05        |                  | Centrodestra       | Marta Farolfi                      |      |
| Toscana               | Toscana - 01               | Toscana - 01               |                  | Centrodestra       | Simona Petrucci                    |      |
| Toscana               | Toscana - 01               | Toscana - 02               |                  | Centrodestra       | Manfredi Potenti                   |      |
| Toscana               | Toscana - 01               | Toscana - 03               |                  | Centrodestra       | Patrizio Giacomo La Pietra         |      |
| Toscana               | Toscana - 01               | Toscana - 04               |                  | Centrosinistra     | Ilaria Cucchi                      |      |
| Umbria                | Umbria - 01                | Umbria - 01                |                  | Centrodestra       | Francesco Zaffini                  |      |
| Marche                | Marche - 01                | Marche - 01                |                  | Centrodestra       | Elena Leonardi                     |      |
| Marche                | Marche - 01                | Marche - 02                |                  | Centrodestra       | Antonio De Poli                    |      |
| Lazio                 | Lazio - 01                 | Lazio - 02                 |                  | Centrodestra       | Lavinia Mennuni                    |      |
| Lazio                 | Lazio - 01                 | Lazio - 03                 |                  | Centrodestra       | Giulia Bongiorno                   |      |
| Lazio                 | Lazio - 01                 | Lazio - 04                 |                  | Centrodestra       | Ester Mieli                        |      |
| Lazio                 | Lazio - 02                 | Lazio - 01                 |                  | Centrodestra       | Claudio Durigon                    |      |
| Lazio                 | Lazio - 02                 | Lazio - 05                 |                  | Centrodestra       | Marco Silvestroni                  |      |
| Lazio                 | Lazio - 02                 | Lazio - 06                 |                  | Centrodestra       | Claudio Fazzone                    |      |
| Abruzzo               | Abruzzo - 01               | Abruzzo - 01               |                  | Centrodestra       | Guido Quintino Liris               |      |
| Molise                | Molise - 01                | Molise - 01                |                  | Centrodestra       | Claudio Lotito                     |      |
| Campania              | Campania - 01              | Campania - 04              |                  | Movimento 5 Stelle | Ada Lopreiato                      |      |
| Campania              | Campania - 01              | Campania - 05              |                  | Movimento 5 Stelle | Maria Domenica Castellone          |      |
| Campania              | Campania - 01              | Campania - 06              |                  | Movimento 5 Stelle | Orfeo Mazzella                     |      |
| Campania              | Campania - 01              | Campania - 07              |                  | Movimento 5 Stelle | Raffaele De Rosa                   |      |
| Campania              | Campania - 02              | Campania - 01              |                  | Centrodestra       | Giovanna Petrenga                  |      |
| Campania              | Campania - 02              | Campania - 02              |                  | Centrodestra       | Giulia Cosenza                     |      |
| Campania              | Campania - 02              | Campania - 03              |                  | Centrodestra       | Antonio Iannone                    |      |
| Puglia                | Puglia - 01                | Puglia - 01                |                  | Centrodestra       | Anna Maria Fallucchi               |      |
| Puglia                | Puglia - 01                | Puglia - 02                |                  | Centrodestra       | Francesco Paolo Sisto              |      |
| Puglia                | Puglia - 01                | Puglia - 03                |                  | Centrodestra       | Filippo Melchiorre                 |      |
| Puglia                | Puglia - 01                | Puglia - 04                |                  | Centrodestra       | Vita Maria Nocco                   |      |
| Puglia                | Puglia - 01                | Puglia - 05                |                  | Centrodestra       | Roberto Marti                      |      |
| Basilicata            | Basilicata - 01            | Basilicata - 01            |                  | Centrodestra       | Maria Elisabetta Alberti Casellati |      |
| Calabria              | Calabria - 01              | Calabria - 01              |                  | Centrodestra       | Ernesto Rapani                     |      |
| Calabria              | Calabria - 01              | Calabria - 02              |                  | Centrodestra       | Tilde Minasi                       |      |
| Sicilia               | Sicilia - 01               | Sicilia - 01               |                  | Movimento 5 Stelle | Dolores Bevilacqua                 |      |
| Sicilia               | Sicilia - 01               | Sicilia - 02               |                  | Centrodestra       | Raoul Russo                        |      |
| Sicilia               | Sicilia - 01               | Sicilia - 03               |                  | Centrodestra       | Stefania Craxi                     |      |
| Sicilia               | Sicilia - 02               | Sicilia - 04               |                  | Centrodestra       | Nello Musumeci                     |      |
| Sicilia               | Sicilia - 02               | Sicilia - 05               |                  | Centrodestra       | Salvatore Sallemi                  |      |
| Sicilia               | Sicilia - 02               | Sicilia - 06               |                  | Sud chiama Nord    | Dafne Musolino                     |      |
| Sardegna              | Sardegna - 01              | Sardegna - 01              |                  | Centrodestra       | Antonella Zedda                    |      |
| Sardegna              | Sardegna - 01              | Sardegna - 02              |                  | Centrodestra       | Marcello Pera                      |      |

#### Eletti tramite sistema proporzionale
| Regione               | Collegio plurinominale     | Lista                     | Eletto                     | Note |
| --------------------- | -------------------------- | ------------------------- | -------------------------- | --- |
| Piemonte              | Piemonte - 01              | Fratelli d'Italia         | Lucio Malan                | Subentrato al posto di Daniela Santanchè eletta nel collegio uninominale Lombardia - 11 (Cremona) |
| Piemonte              | Piemonte - 01              | Partito Democratico-IDP   | Anna Rossomando            | |
| Piemonte              | Piemonte - 01              | Partito Democratico-IDP   | Francesco Verducci         | Subentrato al posto di Andrea Giorgis eletto nel collegio uninominale Piemonte - 01 (Torino) e di Beatrice Lorenzin eletta nel collegio plurinominale Veneto - 02                                                                          |
| Piemonte              | Piemonte - 01              | Movimento 5 Stelle        | Elisa Pirro                | |
| Piemonte              | Piemonte - 02              | Fratelli d'Italia         | Giorgio Salvitti           | Subentrato al posto di Lucio Malan eletto nel collegio plurinominale Piemonte - 01 e di Paola Ambrogio eletta nel collegio uninominale Piemonte - 02 (Moncalieri)                                                                          |
| Piemonte              | Piemonte - 02              | Lega Salvini Premier      | Massimo Garavaglia         | |
| Piemonte              | Piemonte - 02              | Forza Italia              | Roberto Rosso              | Subentrato al posto di Silvio Berlusconi eletto nel collegio uninominale Lombardia - 06 (Monza) e di Licia Ronzulli eletta nel collegio uninominale Lombardia - 02 (Como)                                                                  |
| Piemonte              | Piemonte - 02              | Partito Democratico-IDP   | Enrico Borghi              | |
| Piemonte              | Piemonte - 02              | Azione - Italia Viva      | Ivan Scalfarotto           | |
| Lombardia             | Lombardia - 01             | Fratelli d'Italia         | Alessio Butti              | |
| Lombardia             | Lombardia - 01             | Lega Salvini Premier      | Maria Cristina Cantù       | |
| Lombardia             | Lombardia - 01             | Forza Italia              | Adriano Paroli             | Subentrato al posto di Licia Ronzulli eletta nel collegio uninominale Lombardia - 02 (Como), di Alberto Barachini eletto nel collegio plurinominale Lombardia - 02 e di Stefania Craxi eletta nel collegio uninominale Sicilia - 03 (Gela) |
| Lombardia             | Lombardia - 01             | Partito Democratico-IDP   | Alessandro Alfieri         | |
| Lombardia             | Lombardia - 01             | Azione - Italia Viva      | Giusy Versace              | |
| Lombardia             | Lombardia - 01             | Movimento 5 Stelle        | Bruno Marton               | |
| Lombardia             | Lombardia - 02             | Fratelli d'Italia         | Sandro Sisler              | Subentrato al posto di Ignazio La Russa eletto nel collegio uninominale Lombardia - 05 (Cologno Monzese) |
| Lombardia             | Lombardia - 02             | Fratelli d'Italia         | Paola Mancini              | Subentrata al posto di Daniela Santanchè eletta nel collegio uninominale Lombardia - 11 (Cremona) |
| Lombardia             | Lombardia - 02             | Lega Salvini Premier      | Alessandro Morelli         | Subentrato al posto di Matteo Salvini eletto nel collegio plurinominale Puglia - 01 e di Giulia Bongiorno eletta nel collegio uninominale Lazio - 03 (Roma - Municipio V)                                                                  |
| Lombardia             | Lombardia - 02             | Forza Italia              | Alberto Barachini          | Subentrato al posto di Silvio Berlusconi eletto nel collegio uninominale Lombardia - 06 (Monza) e di Licia Ronzulli eletta nel collegio uninominale Lombardia - 02 (Como)                                                                  |
| Lombardia             | Lombardia - 02             | Partito Democratico-IDP   | Carlo Cottarelli           | |
| Lombardia             | Lombardia - 02             | Partito Democratico-IDP   | Franco Mirabelli           | Subentrato al posto di Simona Malpezzi eletta nel collegio plurinominale Lombardia - 03 |
| Lombardia             | Lombardia - 02             | Alleanza Verdi e Sinistra | Tino Magni                 | Subentrato al posto di Ilaria Cucchi eletta nel collegio uninominale Toscana - 04 (Firenze) |
| Lombardia             | Lombardia - 02             | Azione - Italia Viva      | Marco Lombardo             | Subentrato al posto di Matteo Renzi eletto nel collegio plurinominale Campania - 01 e di Mariastella Gelmini eletta nel collegio plurinominale Toscana - 01                                                                                |
| Lombardia             | Lombardia - 02             | Movimento 5 Stelle        | Elena Sironi               | |
| Lombardia             | Lombardia - 03             | Fratelli d'Italia         | Renato Ancorotti           | Subentrato al posto di Daniela Santanchè eletta nel collegio uninominale Lombardia - 11 (Cremona) |
| Lombardia             | Lombardia - 03             | Fratelli d'Italia         | Gianpietro Maffoni         | Subentrato al posto di Paola Ambrogio eletta nel collegio uninominale Piemonte - 02 (Moncalieri) |
| Lombardia             | Lombardia - 03             | Lega Salvini Premier      | Roberto Calderoli          | |
| Lombardia             | Lombardia - 03             | Partito Democratico-IDP   | Simona Malpezzi            | eletta in più collegi |
| Lombardia             | Lombardia - 03             | Partito Democratico-IDP   | Alfredo Bazoli             | |
| Veneto                | Veneto - 01                | Fratelli d'Italia         | Bartolomeo Amidei          | Subentrato al posto di Adolfo Urso eletto nel collegio plurinominale Veneto - 02 e di Giulia Cosenza eletta nel collegio uninominale Campania - 02 (Benevento)                                                                             |
| Veneto                | Veneto - 01                | Lega Salvini Premier      | Erika Stefani              | |
| Veneto                | Veneto - 01                | Partito Democratico-IDP   | Andrea Martella            | |
| Veneto                | Veneto - 02                | Fratelli d'Italia         | Adolfo Urso                | Subentrato al posto di Isabella Rauti eletta nel collegio uninominale Lombardia - 04 (Sesto San Giovanni) |
| Veneto                | Veneto - 02                | Fratelli d'Italia         | Matteo Gelmetti            | Subentrato al posto di Giulia Cosenza eletta nel collegio uninominale Campania - 02 (Benevento) |
| Veneto                | Veneto - 02                | Lega Salvini Premier      | Andrea Ostellari           | |
| Veneto                | Veneto - 02                | Forza Italia              | Pierantonio Zanettin       | |
| Veneto                | Veneto - 02                | Partito Democratico-IDP   | Beatrice Lorenzin          | eletta in più collegi |
| Veneto                | Veneto - 02                | Alleanza Verdi e Sinistra | Aurora Floridia            | |
| Veneto                | Veneto - 02                | Azione - Italia Viva      | Daniela Sbrollini          | Subentrata al posto di Carlo Calenda eletto nel collegio plurinominale Sicilia - 01 |
| Veneto                | Veneto - 02                | Movimento 5 Stelle        | Barbara Guidolin           | |
| Friuli-Venezia Giulia | Friuli-Venezia Giulia - 01 | Fratelli d'Italia         | Francesca Tubetti          | Subentrata al posto di Luca Ciriani eletto nel collegio uninominale Friuli-Venezia Giulia - 01 (Trieste) |
| Friuli-Venezia Giulia | Friuli-Venezia Giulia - 01 | Lega Salvini Premier      | Marco Dreosto              | |
| Friuli-Venezia Giulia | Friuli-Venezia Giulia - 01 | Partito Democratico-IDP   | Tatjana Rojc               | |
| Liguria               | Liguria - 01               | Fratelli d'Italia         | Roberto Menia              | |
| Liguria               | Liguria - 01               | Partito Democratico-IDP   | Lorenzo Basso              | |
| Liguria               | Liguria - 01               | Movimento 5 Stelle        | Luca Pirondini             | |
| Emilia-Romagna        | Emilia-Romagna - 01        | Fratelli d'Italia         | Michele Barcaiuolo         | Subentrato al posto di Elena Leonardi eletta nel collegio uninominale Marche - 01 (Ascoli Piceno) |
| Emilia-Romagna        | Emilia-Romagna - 01        | Partito Democratico-IDP   | Graziano Delrio            | |
| Emilia-Romagna        | Emilia-Romagna - 01        | Azione - Italia Viva      | Silvia Fregolent           | |
| Emilia-Romagna        | Emilia-Romagna - 02        | Fratelli d'Italia         | Marco Lisei                | Subentrato al posto di Alberto Balboni eletto nel collegio uninominale Emilia-Romagna - 04 (Ravenna) |
| Emilia-Romagna        | Emilia-Romagna - 02        | Fratelli d'Italia         | Domenica Spinelli          | Subentrata al posto di Marta Farolfi eletta nel collegio uninominale Emilia-Romagna - 05 (Rimini) |
| Emilia-Romagna        | Emilia-Romagna - 02        | Lega Salvini Premier      | Lucia Borgonzoni           | |
| Emilia-Romagna        | Emilia-Romagna - 02        | Partito Democratico-IDP   | Sandra Zampa               | |
| Emilia-Romagna        | Emilia-Romagna - 02        | Partito Democratico-IDP   | Daniele Manca              | |
| Emilia-Romagna        | Emilia-Romagna - 02        | Movimento 5 Stelle        | Marco Croatti              | |
| Toscana               | Toscana - 01               | Fratelli d'Italia         | Paolo Marcheschi           | Subentrato al posto di Patrizio Giacomo La Pietra eletto nel collegio uninominale Toscana - 03 (Prato) |
| Toscana               | Toscana - 01               | Fratelli d'Italia         | Susanna Donatella Campione | Subentrata al posto di Daniela Santanchè eletta nel collegio uninominale Lombardia - 11 (Cremona) |
| Toscana               | Toscana - 01               | Lega Salvini Premier      | Claudio Borghi             | |
| Toscana               | Toscana - 01               | Partito Democratico-IDP   | Dario Parrini              | |
| Toscana               | Toscana - 01               | Partito Democratico-IDP   | Ylenia Zambito             | |
| Toscana               | Toscana - 01               | Partito Democratico-IDP   | Silvio Franceschelli       | |
| Toscana               | Toscana - 01               | Movimento 5 Stelle        | Ettore Licheri             | eletto in più collegi |
| Toscana               | Toscana - 01               | Azione - Italia Viva      | Mariastella Gelmini        | Subentrata al posto di Matteo Renzi eletto nel collegio plurinominale Campania - 01 |
| Umbria                | Umbria - 01                | Fratelli d'Italia         | Antonio Guidi              | |
| Umbria                | Umbria - 01                | Partito Democratico-IDP   | Walter Verini              | |
| Marche                | Marche - 01                | Fratelli d'Italia         | Guido Castelli             | |
| Marche                | Marche - 01                | Partito Democratico-IDP   | Alberto Losacco            | |
| Marche                | Marche - 01                | Movimento 5 Stelle        | Roberto Cataldi            | |
| Lazio                 | Lazio - 01                 | Fratelli d'Italia         | Andrea De Priamo           | Subentrato al posto di Daniela Santanchè eletta nel collegio uninominale Lombardia - 11 (Cremona) |
| Lazio                 | Lazio - 01                 | Fratelli d'Italia         | Marco Scurria              | Subentrato al posto di Ester Mieli eletta nel collegio uninominale Lazio - 04 (Roma - Municipio VII) |
| Lazio                 | Lazio - 01                 | Partito Democratico-IDP   | Cecilia D'Elia             | |
| Lazio                 | Lazio - 01                 | Alleanza Verdi e Sinistra | Giuseppe De Cristofaro     | Subentrato al posto di Ilaria Cucchi eletta nel collegio uninominale Toscana - 04 (Firenze) |
| Lazio                 | Lazio - 01                 | Movimento 5 Stelle        | Alessandra Maiorino        | |
| Lazio                 | Lazio - 01                 | Azione - Italia Viva      | Raffaella Paita            | Subentrata al posto di Carlo Calenda eletto nel collegio plurinominale Sicilia - 01 |
| Lazio                 | Lazio - 02                 | Fratelli d'Italia         | Andrea Augello             | |
| Lazio                 | Lazio - 02                 | Fratelli d'Italia         | Nicola Calandrini          | Subentrato al posto di Isabella Rauti eletta nel collegio uninominale Lombardia - 04 (Sesto San Giovanni) |
| Lazio                 | Lazio - 02                 | Forza Italia              | Maurizio Gasparri          | Subentrato al posto di Silvio Berlusconi eletto nel collegio uninominale Lombardia - 06 (Monza) e di Anna Maria Bernini eletta nel collegio uninominale Veneto - 03 (Padova)                                                               |
| Lazio                 | Lazio - 02                 | Lega Salvini Premier      | Andrea Paganella           | Subentrato al posto di Claudio Durigon eletto nel collegio uninominale Lazio - 01 (Viterbo) e di Giulia Bongiorno eletta nel collegio uninominale Lazio - 03 (Roma - Municipio V)                                                          |
| Lazio                 | Lazio - 02                 | Partito Democratico-IDP   | Bruno Astorre              | |
| Lazio                 | Lazio - 02                 | Movimento 5 Stelle        | Stefano Patuanelli         | eletto in più collegi |
| Abruzzo               | Abruzzo - 01               | Fratelli d'Italia         | Etelwardo Sigismondi       | |
| Abruzzo               | Abruzzo - 01               | Partito Democratico-IDP   | Michele Fina               | |
| Abruzzo               | Abruzzo - 01               | Movimento 5 Stelle        | Gabriella Di Girolamo      | |
| Molise                | Molise - 01                | Fratelli d'Italia         | Costanzo Della Porta       | |
| Campania              | Campania - 01              | Movimento 5 Stelle        | Luigi Nave                 | Subentrato al posto di Maria Domenica Castellone eletta nel collegio uninominale Campania - 05 (Giugliano in Campania) |
| Campania              | Campania - 01              | Movimento 5 Stelle        | Vincenza Aloisio           | |
| Campania              | Campania - 01              | Fratelli d'Italia         | Sergio Rastrelli           | Subentrato al posto di Marcello Pera eletto nel collegio uninominale Sardegna - 02 (Sassari) e di Giovanna Petrenga eletta nel collegio uninominale Campania - 01 (Caserta)                                                                |
| Campania              | Campania - 01              | Forza Italia              | Francesco Silvestro        | Subentrato al posto di Silvio Berlusconi eletto nel collegio uninominale Lombardia - 06 (Monza) e di Anna Maria Bernini eletta nel collegio uninominale Veneto - 03 (Padova)                                                               |
| Campania              | Campania - 01              | Partito Democratico-IDP   | Dario Franceschini         | |
| Campania              | Campania - 01              | Azione - Italia Viva      | Matteo Renzi               | eletto in più collegi |
| Campania              | Campania - 02              | Fratelli d'Italia         | Domenico Matera            | Subentrato al posto di Giovanna Petrenga eletta nel collegio uninominale Campania - 01 (Caserta) |
| Campania              | Campania - 02              | Lega Salvini Premier      | Gianluca Cantalamessa      | |
| Campania              | Campania - 02              | Movimento 5 Stelle        | Francesco Castiello        | Subentrato al posto di Stefano Patuanelli eletto nel collegio plurinominale Lazio - 02 |
| Campania              | Campania - 02              | Movimento 5 Stelle        | Anna Bilotti               | |
| Campania              | Campania - 02              | Partito Democratico-IDP   | Susanna Camusso            | |
| Puglia                | Puglia - 01                | Fratelli d'Italia         | Giovanbattista Fazzolari   | |
| Puglia                | Puglia - 01                | Fratelli d'Italia         | Ignazio Zullo              | Subentrato al posto di Isabella Rauti eletta nel collegio uninominale Lombardia - 04 (Sesto San Giovanni) |
| Puglia                | Puglia - 01                | Forza Italia              | Dario Damiani              | Subentrato al posto di Licia Ronzulli eletta nel collegio uninominale Lombardia - 02 (Como) |
| Puglia                | Puglia - 01                | Lega Salvini Premier      | Matteo Salvini             | eletto in più collegi |
| Puglia                | Puglia - 01                | Movimento 5 Stelle        | Antonio Salvatore Trevisi  | Subentrato al posto di Mario Turco eletto nel collegio plurinominale Basilicata - 01 |
| Puglia                | Puglia - 01                | Movimento 5 Stelle        | Gisella Naturale           | |
| Puglia                | Puglia - 01                | Partito Democratico-IDP   | Francesco Boccia           | |
| Puglia                | Puglia - 01                | Partito Democratico-IDP   | Valeria Valente            | |
| Basilicata            | Basilicata - 01            | Fratelli d'Italia         | Gianni Rosa                | |
| Basilicata            | Basilicata - 01            | Movimento 5 Stelle        | Mario Turco                | eletto in più collegi |
| Calabria              | Calabria - 01              | Fratelli d'Italia         | Fausto Orsomarso           | |
| Calabria              | Calabria - 01              | Forza Italia              | Mario Occhiuto             | |
| Calabria              | Calabria - 01              | Movimento 5 Stelle        | Roberto Scarpinato         | eletto in più collegi |
| Calabria              | Calabria - 01              | Partito Democratico-IDP   | Nicola Irto                | |
| Sicilia               | Sicilia - 01               | Fratelli d'Italia         | Carmela Bucalo             | |
| Sicilia               | Sicilia - 01               | Forza Italia              | Gianfranco Miccichè        | |
| Sicilia               | Sicilia - 01               | Movimento 5 Stelle        | Pietro Lorefice            | Subentrato al posto di Roberto Scarpinato eletto nel collegio plurinominale Calabria - 01 |
| Sicilia               | Sicilia - 01               | Movimento 5 Stelle        | Concetta Damante           | |
| Sicilia               | Sicilia - 01               | Partito Democratico-IDP   | Annamaria Furlan           | |
| Sicilia               | Sicilia - 01               | Azione - Italia Viva      | Carlo Calenda              | eletto in più collegi |
| Sicilia               | Sicilia - 02               | Fratelli d'Italia         | Salvo Pogliese             | Subentrato al posto di Nello Musumeci eletto nel collegio uninominale Sicilia - 04 (Catania) e di Carmela Bucalo eletta nel collegio plurinominale Sicilia - 01                                                                            |
| Sicilia               | Sicilia - 02               | Lega Salvini Premier      | Antonino Salvatore Germanà | |
| Sicilia               | Sicilia - 02               | Movimento 5 Stelle        | Barbara Floridia           | |
| Sicilia               | Sicilia - 02               | Partito Democratico-IDP   | Antonio Nicita             | |
| Sardegna              | Sardegna - 01              | Fratelli d'Italia         | Giovanni Satta             | Subentrato al posto di Antonella Zedda eletto nel collegio uninominale Sardegna - 01 (Cagliari) |
| Sardegna              | Sardegna - 01              | Partito Democratico-IDP   | Marco Meloni               | |
| Sardegna              | Sardegna - 01              | Movimento 5 Stelle        | Sabrina Licheri            | Subentrata al posto di Ettore Licheri eletto nel collegio plurinominale Toscana - 01 |

### Estero
| Ripartizione                      | Lista | Lista                                     | Eletto             |
| --------------------------------- | ----- | ----------------------------------------- | ------------------ |
| Europa                            |       | Partito Democratico-IDP                   | Andrea Crisanti    |
| America meridionale               |       | Movimento Associativo Italiani all'Estero | Mario Borghese     |
| America settentrionale e centrale |       | Partito Democratico-IDP                   | Francesca La Marca |
| Africa, Asia, Oceania e Antartide |       | Partito Democratico-IDP                   | Francesco Giacobbe |